# جيك أودونيل
جيك أودونيل (بالإنجليزية: Jake O'Donnell)‏ هو حكم كرة قاعدة ‏ أمريكي، ولد في 25 يناير 1939 في فيلادلفيا في الولايات المتحدة.